# Moselle Open 2024
Moselle Open 2024 a fost un turneu de tenis care s-a jucat pe terenuri hard acoperite. A fost cea de-a 26-a ediție a Moselle Open și un turneu de nivel ATP 250 din Circuitul ATP 2024. A avut loc la Arènes de Metz între 3 și 9 noiembrie 2024.

## Campioni

### Simplu masculin
Pentru mai multe informații consultați Moselle Open 2024 – Simplu

### Dublu masculin
Pentru mai multe informații consultați Moselle Open 2024 – Dublu

## Puncte și premii în bani

### Distribuția punctelor
| Probă  | Câștigător | Finalist | Semifinalist | Sfertfinalist | Runda 2 | Runda 1 | Q   | Q2  | Q1  |
| Simplu | 250        | 165      | 100          | 50            | 25      | 0       | 13  | 7   | 0   |
| Dublu  | 250        | 150      | 90           | 45            | 0       | N/A     | N/A | N/A | N/A |

### Premii în bani
| Probă  | Câștigător | Finalist | Semifinalist | Sfertfinalist | Runda 2  | Runda 1 | Q2      | Q1      |
| Simplu | 88.125 €   | 51.400 € | 30.220 €     | 17.510 €      | 10.165 € | 6.215 € | 3.105 € | 1.695 € |
| Dublu* | 30.610 €   | 16.380 € | 9.600 €      | 5.370 €       | 3.160 €  | N/A     | N/A     | N/A     |

*per echipă